# Paula Koivuniemi

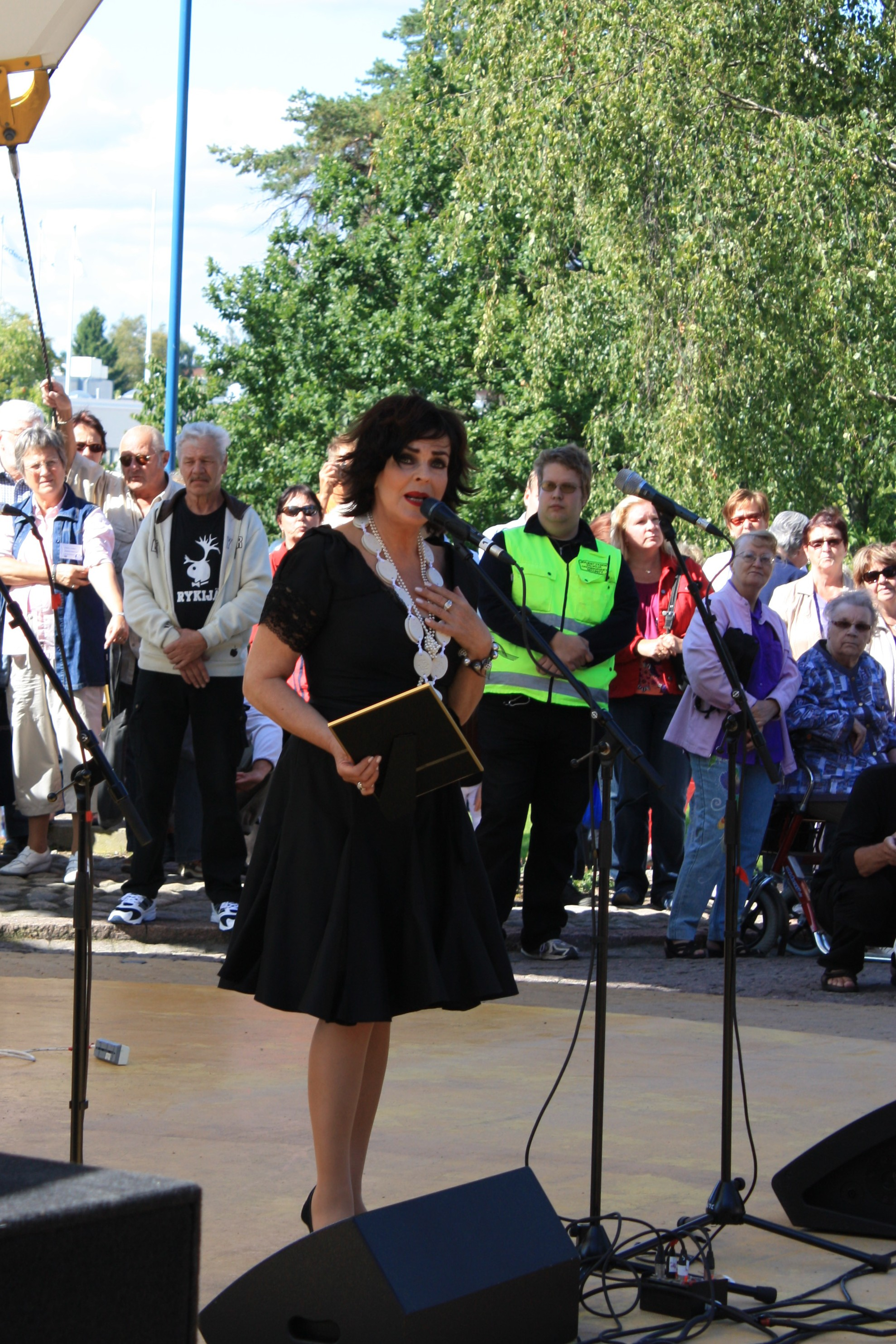
Paula Koivuniemi 2009

Paula Kristiina Koivuniemi (wcześniejsze nazwisko Lehti, ur. 19 czerwca 1947 w Seinäjoki) – fińska piosenkarka i jedna z największych gwiazd tamtejszej estrady. Jej charakterystyczny, lekko zachrypnięty, mocny alt, charyzmat sceniczny i dobre melodie sprawiły, że od lat 60. należy do najpopularniejszych muzyków w Finlandii.
Jej pierwszym hitem była piosenka „Perhonen” (fin. Motyl) w roku 1966. Późniejsze, do dzisiaj popularne piosenki to m.in. „Aikaan sinikellojen”, „Astun aurinkolaivaan”, „Kapteeni Aika”, „Romantiikkaa”, „Sua vasten aina painautuisin” i „Tummat silmät, ruskea tukka”. Z lat 90. pochodzi m.in. piosenka „Kun kuuntelen Tomppaa”, z kolejnego dziesięciolecia „Kuka pelkää Paulaa”, „Sata miestä” i „Yöperhonen”. Do najpopularniejszych piosenek z II dekady XXI wieku należą „Kaiken antanut” i „Queen”.
Paula Koivuniemi otrzymała 13 złotych płyt, jedną platynową i jedną podwójną platynową, złotą płytą został też album „Leidit levyllä” wydany wspólnie z innymi piosenkarkami w roku 2000.

## Początek kariery
Paula Koivuniemi już od wczesnej młodości interesowała się muzyką. Jej ojciec Mauri Koivuniemi był znanym w Ostrobotni muzykiem i Paula często towarzyszyła mu na koncertach.
Jej kariera rozpoczęła się właściwie w połowie lat 60., kiedy producent Toivo Kärki wydał na płycie jej tango „Perhonen” (1966). Piosenka szybko zyskała popularność, podobnie jak późniejsze przeboje „Jos helmiä kyyneleet ois” (1968), „Aigeianmeren laulu” (1970) i „Jos konduktöörin nait” (1972).

## Lata 70.
W latach 70. kariera Pauli Koivuniemi nie posuwała się za bardzo do przodu. Piosenkarka śpiewała trochę bubblegum rocka, trochę soulu, ale żadna z jej piosenek z tego okresu nie zyskała popularności.
Dopiero pod koniec dziesięciolecia, z pomocą kompozytora i producenta Jori Sivonena znalazła własny styl, a piosenki „Kapteeni Aika” i „Sua vasten aina painautuisin” z roku 1978 stały się hitami.

## Lata 80.
Kariera Pauli Koivuniemi przyspieszyła znacząco w latach 80., kiedy zaczęła współpracować z producentem Esa Nieminenem. Wydany w roku 1980 album „Vie minut pois” sprzedał się prawie 50 tys. razy, co zbliżyło go do tytułu „diamentowej płyty”. Utwory „Tummat silmät ruskea tukka” i „Romantiikkaa” stały się wielkimi przebojami i zapoczątkowały serię sukcesów, która trwa do dziś. W roku 1982 wyszedł album „Luotan sydämen ääneen” m.in. z przebojami „Aikaan sinikellojen” i „Aikuinen nainen”.
W następnych latach na płytach i kasetach ukazały się covery „Sata kesää, tuhat yötä”, „Ilman minua”, „Kuuleeko yö” i „Hei Buona Notte”. Wielkimi sukcesami wśród fińskich szlagierów były m.in. „Kotikadun tunnelmaa”, „Rakkaustarina” i „Siivet”. W latach 80. Paula Koivuniemi otrzymała dziewięć złotych płyt i jedną diamentową. W roku 1987 wygrała nagrodę Emma jako najlepsza wokalistka roku.

## Lata 90.
W latach 90. Paula Koivuniemi kontynuowała działalność sceniczną i wydawanie płyt, chociaż nie udało jej się wylansować tylu przebojów, co w poprzednim dziesięcioleciu. Stylistycznie jej muzyka była podobna do tej j z poprzednich lat: Nagrała wiele coverów zagranicznych hitów, ale także wiele własnych, często melancholijnych, fińskich szlagierów. Do tych pierwszych należą m.in. tłumaczenia z włoskiego, jak „Uskon huomiseen” i „Kulku ihmisen” z albumu Täyttä elämää (1991), a także „Rakkaus vain” („L’amore è”) włoskiego piosenkarza Toto Cutugno, z albumu Rakkaudella, sinun (1993).
Z czasem śpiewała coraz więcej fińskich piosenek, jak „Se kesäni mun”, „Ruusuja ja shampanjaa” i „Kun kuuntelen Tomppaa”. Na wydanej w 1991 roku płycie Täyttä elämää połowa z dwunastu piosenek była zagranicznych, na 3 lata późniejszej Se kesäni mun już tylko jedna (z dwunastu). Późniejsze albumy studyjne składają się prawie z samych fińskich utworów.

## Lata 2000
Pierwsze dziesięciolecie obecnego wieku zaczęło się od projektu Leidit Lavalla. Album wydany wspólnie z Katri Helena, Marion Rung i Leą Laven sprzedał się ponad 20 tys. razy i otrzymał tytuł złotej płyty. Piosenkarki zagrały też razem 16 koncertów, na które przyszło ok. 80 tys. ludzi. W roku 2003 wyszedł album Rakastunut z Esą Nieminen, w roku 2006 Yöperhonen, znowu złota płyta. Wydany w maju 2009 album Nainen znalazł się natychmiast na szóstym miejscu wśród najlepiej sprzedających się płyt.
W roku 2008 festiwal rockowy Provinssirock w Seinäjoki obchodził 30-letni jubileusz, z tej okazji Paula Kuivuniemi zaśpiewała tam 15 czerwca przed rockową publicznością. W tym samym roku koncertowała też razem z Jormą Karjalainen, Kari Tapio i orkiestrą Riku Niemiego. W 2009 roku brała udział w największych fińskich festiwalach, jak np. RMJ Party Camp w Raumie.
W roku 2006 Koivuniemi otrzymała nagrodę Iskelmä-Finlandia za całokształt twórczości.

## Lata 2010
7 kwietnia 2010 wyszedł album Rakkaudesta, który szybko zajął trzecią pozycję na liście najlepiej sprzedawanych płyt, a już pod koniec kwietnia był złotą płytą. W marcu 2011 Koivuniemi przeszła z wytwórni AXR Music do Warner Music Finland. Na jesieni rozpoczęła pracę nad popowo-balladowym albumem Matka, który ukazał się 9 kwietnia 2012. Już 19 marca pojawił się pierwszy sinngiel z tego albumu, taneczna piosenka „Queen”.
W listopadzie 2013 Koivuniemi wydała pierwszy album świąteczny, m.in. z fińskimi klasykami bożonarodzeniowymi, jak „Varpunen jouluaamuna” czy „Konsta Jylhän joululaulu”.

## Życie prywatne
Paula Koivuniemi była dwukrotnie mężatką. Jej syn Toni Lehti jest również muzykiem i współpracował z nią. Związany swego czasu z Paulą Ilkka Kanerva, polityk Partii Koalicji Narodowej i były minister, określił ją w książce „Moniottelija” jako kobietę swojego życia. Mika Koivuniemi, siostrzenec Pauli, jest znanym profesjonalnym graczem w kręgle i zwycięzcą turniejów w 21 krajach.

## Inne
Koivuniemi jest patronką estońskiego promu Viking XPRS.

## Dyskografia
- Leikki riittää (1975)
- Paula Koivuniemi (1977)
- Sinulle vain (1978) złota płyta
- Lady Sentimental (1978) złota płyta
- Vie minut pois (1980) diamentowa płyta
- Sata kesää, tuhat yötä (1981) złota płyta
- Luotan sydämen ääneen (1982) złota płyta
- Lähdetään (1983) złota płyta
- Rakkaustarina (1984)
- Ilman minua (1986) złota płyta
- Hei Buona Notte (1987) złota płyta
- Sen siksi tein (1989) złota płyta
- Täyttä elämää (1991)
- Rakkaudella, sinun (1993)
- Se kesäni mun (1994)
- Tulisielu (1996)
- Kuuntelen Tomppaa (1999)
- Rakastunut (2003)
- Yöperhonen (2006) złota płyta
- Timantti (2007) złota płyta
- Nainen (2009)
- Rakkaudesta (2010) złota płyta
- Matka (2012)
- Kun joulu on (2013) złota płyta

–Kompilacje
- 20 toivottua levytystä (1987)
- Paula Koivuniemi (1988)
- 18 suosittua levytystä (1989)
- Santa Maria – hitit 1983–90 (1990)
- Sinulle vain – 16 suosikki-iskelmää (1991)
- 21 romanttista laulua (1991)
- Toivotut (1992)
- Suomen parhaat (1993)
- 20 suosikkia – Perhonen (1995)
- Parhaat (Valitut palat) (1996)
- 20 suosikkia – Aikuinen nainen (1997)
- 20 suosikkia – Kuuleeko yö (1998)
- Leidit Levyllä (2000) złota płyta
- Kaikki parhaat (Musiikin mestareita) (2001)
- Suuret sävelet (2001)
- Nostalgia (2005)
- 40 unohtumatonta laulua (2006)
- Lauluja rakkaudesta (2006)
- Täydet 100 (2008)
- collections (2008)
- Tähtisarja – 30 suosikkia(2009)

DVD
- Estradilla Paula Koivuniemi (2007)

Inne
- Kari Tapio, Paula Koivuniemi, Jorma Kääriäinen & Riku Niemi Orchestra: Vihdoinkin! (CD i DVD, 2008), złota płyta